# Stethynium ariostoni
Stethynium ariostoni är en stekelart som beskrevs av Girault 1938. Stethynium ariostoni ingår i släktet Stethynium och familjen dvärgsteklar. Inga underarter finns listade i Catalogue of Life.